# Eurysternus impressicollis
Eurysternus impressicollis là một loài bọ cánh cứng trong họ Bọ hung (Scarabaeidae).